# 東海衛星發射場
東海衛星發射場（韓語：동해위성발사장）位於朝鲜民主主义人民共和国东海岸的咸镜北道花坮郡舞水端里，當地原名大浦洞，因此这里曾发射的朝鲜导弹被西方国家称为大浦洞-1、大浦洞-2、舞水端導彈。

## 導彈發射相關設施
東海衛星發射場是導彈發射相關設施的集中地，根據衛星圖像的觀測及推定，以下為在當地發現的相關設施：
- 導彈發射台 － 40°51.342′N 129°39.948′E / 40.855700°N 129.665800°E
- 導彈引掣試驗場 － 40°51.138′N 129°40.788′E / 40.852300°N 129.679800°E
- 導彈點檢設施 － 40°51.348′N 129°39.552′E / 40.855800°N 129.659200°E
- 導彈管制設施 －  40°51.78′N 129°39.624′E / 40.86300°N 129.660400°E

從1984年開始，這裡測試及發射了多枚導彈和火箭，計有：火星6型彈道飛彈、蘆洞彈道飛彈、大浦洞系列導彈等以飛毛腿飛彈為基礎的導彈。
1998年，北韓媒體報導：「白頭山1號」火箭在東海衛星發射場成功把人造衛星「光明星1號」投入軌道。但實際上該次發射失敗，衛星未能投入軌道，日本政府認為這次衛星發射其實只是北韓當局測試其大浦洞-1彈道導彈的發射實驗。
2006年，北韓在東海衛星發射場發射大浦洞2號導彈，命中江原道安邊郡旗對嶺的目標。
2009年，北韓在東海衛星發射場向東部發射經改良的三段式大浦洞2號導彈，越過日本領空，並聲稱成功發射出實驗衛星光明星2號。當中第一階段的火箭推進裝置掉進日本海，其餘兩截掉進日本以外的太平洋。不過，日本、南韓及美國指稱這次衛星實驗失敗，因為沒有探測到有任何衛星在軌道上運行。

## 參看
- 西海衛星發射場
- 豐溪里核試驗場
- 大浦洞1號
- 大浦洞2號
- 舞水端飛彈

## 外部連結
- Encyclopedia Astronautica